# Bult
Bult é uma comuna francesa na região administrativa de Grande Leste, no departamento de Vosges. Estende-se por uma área de 9,86 km². Em 2010 a comuna tinha 309 habitantes (densidade: 31,3 hab./km²).